# 近藤帝
近藤 帝（こんどう みかど、1980年10月25日 - ）は、日本の編集者、監修者、ライター、ディレクター。東京都出身。
20代前半から執筆やライティングの仕事をしライター・編集者として活躍している。

## 来歴
東京芸術大学映像・舞台芸術実験授業修了後、ラジオの放送作家としてキャリアをスタート。その後編集プロダクションを経てライター、編集者として現在に至る。
2010年アンドロイドスマートフォンサイト「アンドロナビ」に携わりその後編集長に就任。
2022年よりナイル株式会社に入社し、Appliv出会い（現：出会いコンパス）の編集長を務める。

## 著書
- 『190センチの世界: 待ち合わせは近藤で』（2014年9月12日、学研プラス）